# 文化女性主義
文化女性主義（英語：Cultural feminism），或譯作文化女權主義，是一種女性主義觀點，認為有一種所謂的「女性天性」（Female nature）或「女性本質」（female essence），並試圖重新檢視被歸類於女性的特質。它也用於形容評論女性和男性內在差異的理論。

## 名詞起源
與基進女性主義或社會主義女性主義不同，文化女性主義不是一個被其支持者廣泛宣稱的意識型態，而更多的是被其反對者貼上的、常帶有貶義的標籤。女性主義歷史學家和文化理論者愛麗絲·埃克霍爾斯，於1975年在敘述基進女性主義的非政治化傾向時，用文化女性主義一詞形容Brooke Williams，這使得這個名詞在1990年代，被女性主義學者使用於形容特定人物。但是，這個詞其實最早在1971年就出現，當Tor Bay在《浪開》雜誌刊出的一封信中，指責文學雜誌《Aphra》是在為文化女性主義的目的服務。社會主義女性主義者Elizabeth Diggs則在1972年用文化女性主義這個標籤來形容所有的基進女性主義。 如上所述，這個名詞未有一個統一的定義，即使在該運動中的參與者中亦然。

## 文化女性主義觀念
雖然文化主義女性主義一詞一般用於指涉1970年代的一些個人，但類似的思想  可以追縱到更早的時代。珍·亞當斯和夏綠蒂·柏金斯·吉爾曼主張，在統治國家時，需要有來自於女性美德的合作、關懷和非暴力等特色來處理社會衝突。 約瑟芬·多諾萬 主張19世紀的記者、批評家和女權運動家瑪格麗·富勒在《十九世紀女性》 (1845)上開啟了文化女性主義，她強調知識中的情感和直覺面向，並展現了與啟蒙運動理性主義者的機械式世界觀不同的有機世界觀。

然而，是Linda Alcoff在"Cultural Feminism Versus Post-Structuralism: the Identity Crisis in Feminist Theory" 一文中的論述，才使得這個詞彙廣泛用於當代女性主義者，而不僅是歷史上的先驅者。Alcoff認為文化女性主義過度將女性放在被界定的位置，而這種界定來自於父權體系。她認為：
男人說女人可以在某種程度之下被定義、描繪、補捉、了解、解釋和診斷，但把男性自身視為免於此類界定，擁有自由意志的理性動物。
 Alcoff指出文化女性主義者的重新評估，將女性的被動視為和平、情緒化視為適於養育，而主觀性視為進步的自我覺醒。
Taylor和Rupp則認為對文化女性主義的批評，常常是對於女同性戀女性主義者的批評而蘇珊·史塔根貝格（Suzanne Staggenbourg）對於印第安納州布盧明堡的的個案研究，得出結論認為沒有足夠的證據可說明，被標誌為文化女性主義者的活動，會降低女性運動中的政治活動。

## 文化女性主義理論
該理論出現於1970年代中期，揭露了在性別建構中對女性的壓迫，該建構貶抑了女性的特質。文化女性主義者瑪麗·戴莉則將女性能量（female energy） 或她自己用的名詞「婦科/生態」（Gyn/Ecology） 連結至女性 靈魂/身體 的生命提昇和生命創造。此外，文化女性主義者創建了女性專用空間，來挑戰負面的性別建構，這些空間和活動「由女性為了女性而舉辦」。只限女性的活動受到了批評，因為它們排除男性，這是把男性而非父權的結構當作問題的本身。

## 批評
文化女性主義受到一些女性和女性主義者的批評。在2004年刊載在Journal of Women in Culture and Society的文章中，Kristen Ghodsee指出來自於有色人種以及發展中國家女性的幾種批評，認為全球姊妹的概念忽略了不同種族、族群和國家女性之間權力和資源獲得的差異性。:727  一個尤其來自有色人種女性和發展中國家女性的憂慮，是文化女性主義只納入白種上層女性，而未考慮到不同種族和階級的女性。:727 另一個憂慮是認為文化女性主義者「未能挑戰所有的女性定義，而只挑戰了男性賦與的女性定義」，也因此她們未能定義作為一個女性的意義，反而繼續比較她們與男性的相似之處，而非定義和頌讚女性特質。:11 此外，歷史學家愛麗絲·埃克霍 曾撰寫文章探討男性與女性的性議題，她認為文化女性主義者相信，為了要被男性尊重，女性應該要簡制性行為，且主張建立一個基於女性的性行為標準。:52她進一步認為，許多女性用這個觀念處理相關問題，造成壓抑女性擁抱自身性慾，甚至變成規定女性應有多少的性行為。:52

## 另參見
- 沙文主義
- 自由主義女性主義
- 基進女性主義
- 社會主義女性主義

## 資料出處
1. 1 2 3 4  Alcoff, Linda. . Signs. 1988, 13 (3): 405–436. JSTOR 3174166. doi:10.1086/494426.
2. ↑  Kramarae, Cheris; Spender, Dale. . New York: Routledge. 2000: 746. ISBN 978-0415920902.
3. ↑  Taylor, R. "Slain and Slandered: A Content Analysis of the Portrayal of Femicide in Crime News." Homicide Studies 13.1 (2009): 21-49. doi:10.1177/1088767908326679
4. ↑  Tor Bay, "goodbye", Off Our Backs 1, no. 19 (25 March  1971): 14.
5. ↑  Elizabeth Diggs, "What Is the Women's Movement?", Women: A Journal of Liberation 2, no. 4 (1972): 11-12, 20.
6. ↑  Ritzer, George. Contemporary Sociological Theory and Its Classical Roots. New York: McGraw-Hill, 2007. ISBN 978-0-07-299759-0
7. ↑  Donovan, Josefine. Feminist Theory. 3d ed. (New York: Continuum, 1985.
8. ↑  Levine, Amy-Jill; Blickenstaff, Marianne. . London: T & T Clark. 2004: 242. ISBN 978-0-8264-6252-7.
9. ↑  Verta Taylor and Leila J. Rupp, "Women's Culture and Lesbian Feminist Activism: A Reconsideration of Cultural Feminism" Signs, 19, No. 1 (Autumn, 1993): 32–61. （页面存档备份，存于）.
10. ↑  Suzanne Staggenborg, "Beyond Culture versus Politics: A Case Study of a Local Women's Movement,"Gender and Society, Vol. 15, No. 4 (Aug., 2001), pp. 507
11. 1 2 3  Bromley, Victoria. . University of Toronto Press. 2012.
12. ↑  Alcoff, Linda. . 1988.
13. 1 2  Ghodsee, Kristen. . Journal of Women in Culture and Society. Spring 2004, 29 (3): 772–753. doi:10.1086/380631.
14. ↑  Blumenthal, Dannielle. . Praeger. 1997  [12 November 2018]. ISBN 9780275960391.
15. 1 2  Echols, Alice. . Social Text. Spring-Summer 2018, (7): 47. JSTOR 466453.